# Triraphis melanus
Triraphis melanus är en stekelart som beskrevs av Chen och He 1997. Triraphis melanus ingår i släktet Triraphis och familjen bracksteklar. Inga underarter finns listade i Catalogue of Life.